# Хаббард, Дехарт
Уильям Дехарт Хаббард (англ. William DeHart Hubbard; 25 ноября 1903, Цинциннати, Огайо — 23 июня 1976, Кливленд, Огайо) — американский легкоатлет (прыжок в длину, тройной прыжок, бег на короткие дистанции), чемпион летних Олимпийских игр 1924 года в Париже, участник двух Олимпиад, рекордсмен мира, первый чернокожий олимпийский чемпион в личной зачёте.

## Биография
В 1921 году поступил в Мичиганский университет. В 1922 году выиграл первый из своих шести шедших подряд титулов чемпиона Ассоциации американских университетов (AAU) в прыжках в длину. В 1922 и 1923 годах он выигрывал титул чемпиона AAU в тройном прыжке. В 1925 году установил мировой рекорд в прыжках в длину — 7,89 м. В 1926 году установил мировой рекорд в беге на 100 ярдов — 9,6 секунды.
На летних Олимпийских играх 1924 года в Париже Хаббард выступал ещё не вполне оправившись от травмы. Но, тем не менее, он легко победил, прыгнув на 7,45 м. Он также выступал на этой Олимпиаде в тройном прыжке, но из-за заступа его попытка не была засчитана и он не смог побороться за медали.
На следующей летней Олимпиаде 1928 года в Амстердаме Хаббард, выступая в прыжках в длину, показал 11-й результат (7,11 м) и не смог пробиться в финал соревнований.
В 1950-х годах Хаббард был президентом Национальной ассоциации боулинга. Он создал профессиональную бейсбольную команду «Cincinnati Tigers», которая выступала в Американской негритянской лиге. В 1957 году он был избран в Национальный зал славы лёгкой атлетики, а в 1979 году — в Зал почёта Мичиганского университета.